# تلریک
تلریک (انگلیسی: Telerik) شرکت نرم‌افزار بلغارستانی است، که در سال ۲۰۰۲ تأسیس شد.